# Далиборка Стојшић
Далиборка Стојшић (Ћуприја, 1944) српска је и југословенска певачица забавне музике, ТВ водитељка (са Миливојем Мићом Орловићем водила је и фестивал Београдско пролеће), глумица. Била је једна од великих музичких и звезда шоу програма у бившој Југославији. У време пре настанка групе АББА она је била члан квартета Оне и они чија популарност је била велика и ван граница тадашње државе.

## Биографија
Једна од најлепших и највољенијих Југословенки, ванвременска лепотица, Далиборка Стојшић рођена је и одрасла у Ћуприји, у тзв. „Чешкој колонији“. Miss Universe Yugoslavia постаје 1968. године, а 1969. године имала је и своју прву филмску улогу у филму „Пресађивање осећања“, да би касније остварила и неке епизодне улоге. Као певачица најпознатија је као чланица квартета Оне и они који су, осим Далиборке, чинили Лидија Кодрич, Миња Субота и Жарко Данчуо. Група Оне и они је, осим у Југославији, била изузетно популарна и у Совјетском Савезу. Турнеје су трајале по неколико месеци, а о њиховој популарности сведоче бројни снимци. Осим са групом, Далиборка је наступала и самостално. Са Миливојем Мићом Орловићем и Дуњом Ланго, седамдесетих година двадесетог века, водила је и чувени фестивал „Београдско пролеће“. Певала је компоноване народне и староградске песме. Међу познатијим песмама су: Телефон, Благо теби, Марко, Кише су слутиле наш растанак, Ђула... Из брака са Жарком Данчуом има сина Бојана. У срећном браку је са нашим познатим уметником и вођом Народног ансамбла РТС-а у пензији, виртуозом на хармоници Бранимиром Банетом Ђокићем. Дипломирала је књижевност у Београду на Филолошком факултету; 2017. године издала је збирку песама „Лутка која говори“, а 2018. године издаје збирку песама „Вук самотњак“.

## Фестивали
Омладина, Суботица:
- Сан, '68
- Звездани булевар, '69

Опатија:
- Не воли - воли, '70

Београдско пролеће:
- Што је баби мило (са групом Оне и они), '71
- Генерале, сило љута (Вече дечје песме), '76
- Ђула (Вече градске песме и романсе), апсолутни победник, '96

Сплит:
- Шта да чиним кад сам фурешт (са групом Оне и они), '72

Фестивал ЈНА:
- Поноћна патрола (са групом Оне и они), прва награда фестивала, '71
- Море и морнари (са групом Оне и они), прва награда фестивала, '72

Скопље:
- Кажи ми, кажи (са групом Оне и они), '72

МЕСАМ:
- Срце рањено, '89

Бања Лука:
- Образ уз образ (Вече градских песама и романсе), '98

## Улоге у филмовима и ТВ серијама
- Пресађивање осећања, '69
- ТВ серија Образ уз образ, '73
- Тв серија Правдо буди лијепа, '77
- Свију срца миљеници, '78
- У ваше здравље, '78
- Седам плус седам, '78 и '79
- ТВ серија Полетарац, '80